# 황금 의자

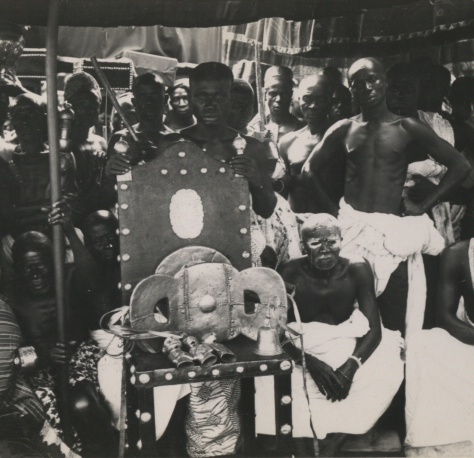
왕좌에 놓여있는 황금 의자 (1935)

중앙에 황금 의자를 묘사 한 아샨티 왕국의 깃발.

황금 의자 (영어:Golden stool)는 아샨티 왕족의 왕좌이다. 아샨티 왕국에서 최고권력의 상징으로 신성하게 여겨진다. 전설에 따르면, 건국왕 오세이 투투와 함께 아샨티 왕국을 건국한 대제사장 오콤포 아노켸는 의자가 하늘에서 내려와 오세이 투투의 무릎에 내려 앉게 했다.

## 상징과 의식
황금 의자는 왕좌이기 때문에 절대 땅에 닿지 않아야한다. 그래서 항상 담요 위에 놓인다. 즉위식 동안에는 새로운 왕이 의자를 건드리지 않고 위로 올르내린다. 황금 의자는 오직 아샨티의 왕만이 만질수 있기 때문에 베개위에 올려져서 왕에게 전달된다. 또한 엄숙한 행사에서는 왕의 왼쪽에 있는 황금 의자용 왕좌에 진열된다.
오콤포 아노켸는 황금 의자가 아샨티 왕국의 적들에 의해 파괴되거나 빼앗긴다면 왕국 전체가 혼란에 빠질것이라 경고했다.

## 역사적 갈등
황금 의자는 아샨티 왕국에서 왕의 상징이었기 때문에 의자의 소유권을 놓고 많은 전쟁이 발생했다. 1896년, 혼란한 상황에서 아샨티 왕국의 왕 프렘페 1세는 전쟁이 일어나거나 왕좌를 잃어버리는 위험을 감수하는 대신 추방을 당했다.
또한 1900년에는 당시 영국령 골드코스트 주지사였던 프레더릭 미첼 호지슨 (Frederick Mitchell Hodgson)이 황금 의자에 앉을 수 있도록 요구하며 수색을 명령했다. 호지슨의 무리한 요구는 황금 의자 전쟁으로 알려진 무장반란을 불러 일으켰고, 결국 아샨티 왕국이 대영 제국에 합병되는 결과를 낳았다.
1921년에는 아프리카의 도로 인부들이 황금 의자를 발견하고는 금 장식을 벗겨내 버리는 일도 있었다. 인부들은 현지 관습에 따라 재판을 받고 사형을 선고 당하기 전에, 영국의 보호 구치소에 수감되었다. 영국인들이 이 일에 개입했고, 인부들은 사형을 당하는 대신 추방되었으며, 영국인들은 황금 의자와 내정에 간섭하지 않겠다는 약속을 하고 풀려났다.

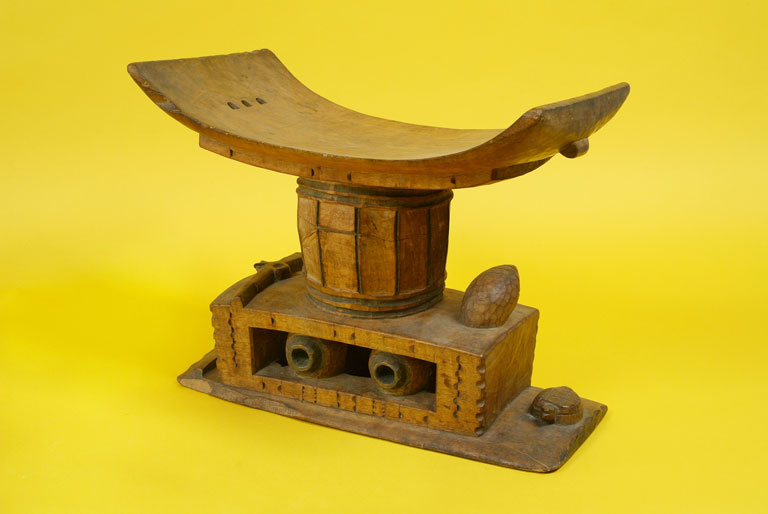
인디애나폴리스 어린이 박물관 소장품, 1940 ~ 1965년에 제작된 아칸족의 의자